# Dorian Le Gallienne
Dorian Leon Marlois Le Gallienne (født 19. april 1915 i Melbourne, Australien - død 27. juli 1963)
var en australsk komponist, lærer og pianist.
Gallienne studerede komposition og klaver på Det Kongelige Musikkonservatorium i London hos landsmanden Arthur Benjamin.
Han har komponeret en symfoni, og en ufuldendt sats til en 2. symfoni som blev til et symfonisk studie, orkesterværker, scenemusik, sonater for diverse instrumenter, sange, klaverstykker etc.

## Udvalgte værker
- Symfoni nr. 1 (1953) - for orkester
- "Symfonisk Studie" (1940) - for orkester
- Sinfonietta (1956) - for orkester
- Overture (1952) - for orkester
- Sonate (1943) - for fløjte og klaver
- Sonate (1945) - for violin og klaver
- "Rejsende" (1954) - ballet
- "Prisen" (1960) - filmmusik